# Zonata
Zonata – nieistniejący już zespół muzyczny ze Szwecji grający power metal, założony w 1998.

## Ostatni skład zespołu
- Mikael Hornqvist – perkusja (1999-2003) (Ironware)
- Mattias Asplund – gitara basowa (2000-2003)
- Niclas Karlsson – gitara (2001-2003) (Freternia)
- Johannes Nyberg – śpiew, instrumenty klawiszowe (1998-2003)
- John Nyberg – gitara (1998-2003)

### Byli członkowie
- Johan Elving – gitara basowa (1998-1999)
- Daniel Dalhqvist – perkusja (1998)
- Henrik Carlsson – gitara (1998-2000)

## Dyskografia
- Copenhagen Tapes (1998) (demo)
- Tunes of Steel (1999)
- Reality (2001)
- Buried Alive (2002)